# Unchained Melody
Unchained Melody – piosenka z 1955 roku, do której muzykę napisał Alex North, a słowa Hy Zaret. Utwór stał się jednym z najczęściej nagrywanych przebojów w XX wieku.
W 1955 roku Alex North użył utworu jako ścieżki dźwiękowej do filmu Unchained. W lipcu 1965 grupa The Righteous Brothers nagrała swoją aranżację utworu.
Piosenka stała się popularna i była często używana w produkcjach telewizyjnych. Simon Cowell twierdził, że był to jego ulubiony utwór i używał go w programach typu Pop Idol, American Idol, oraz The X Factor. W programie Pop Idol wykonywał ją Gareth Gates – później to był jego singel. W programie Australian Idol zaśpiewał ją finalista Dan England i zwycięzca edycji z 2006 Damien Leith. W drugim sezonie American Idol wykonywał ją George Trice. Kellie Pickler śpiewała go w 5 sezonie American Idol.

## Popularność
W Wielkiej Brytanii piosenka była na 1. miejscu listy piosenek o miłości na Channel 4 oraz na Channel Five. W 2004 znalazła się na 365 miejscu listy The 500 Greatest Songs of All Time magazynu „Rolling Stone”. Zajęła 1 miejsce w Magic 1278, w plebiscycie na 500 najlepszych piosenek wszech czasów.

## Lista pozostałych artystów, którzy nagrali utwór
- The Goons
- Line Renaud
- Merri Gail
- Ricky Nelson
- Gisele Mackenzie
- The Fleetwoods
- John Gary
- Jimmy Young
- Susan Boyle
- The Supremes
- Roy Orbison
- Bobby Vinton
- Cliff Richard
- Conway Twitty
- Heart
- Leo Sayer
- U2
- Robson Green i Jerome Flynn
- Air Supply
- Neil Diamond
- R. Kelly
- Sarah McLachlan
- Joni Mitchell
- Cyndi Lauper
- Barry Manilow
- The Platters
- Il Divo
- David Phelps
- The Smashing Pumpkins
- Bradford Cox
- Johnny Maestro & The Brooklyn Bridge
- Gareth Gates
- Clay Aiken
- Amici Forever
- Constantine Maroulis
- Elvis Presley
- Micheal Castaldo
- Donald Braswell II
- Etta Jones
- Sam Cooke
- Marc Martel
- Jonathan Antoine
- Karel Gott, jako Lásko Má[1]